# Bačka (région)
Pour les articles homonymes, voir Bačka.
Cet article possède un paronyme, voir Backa.

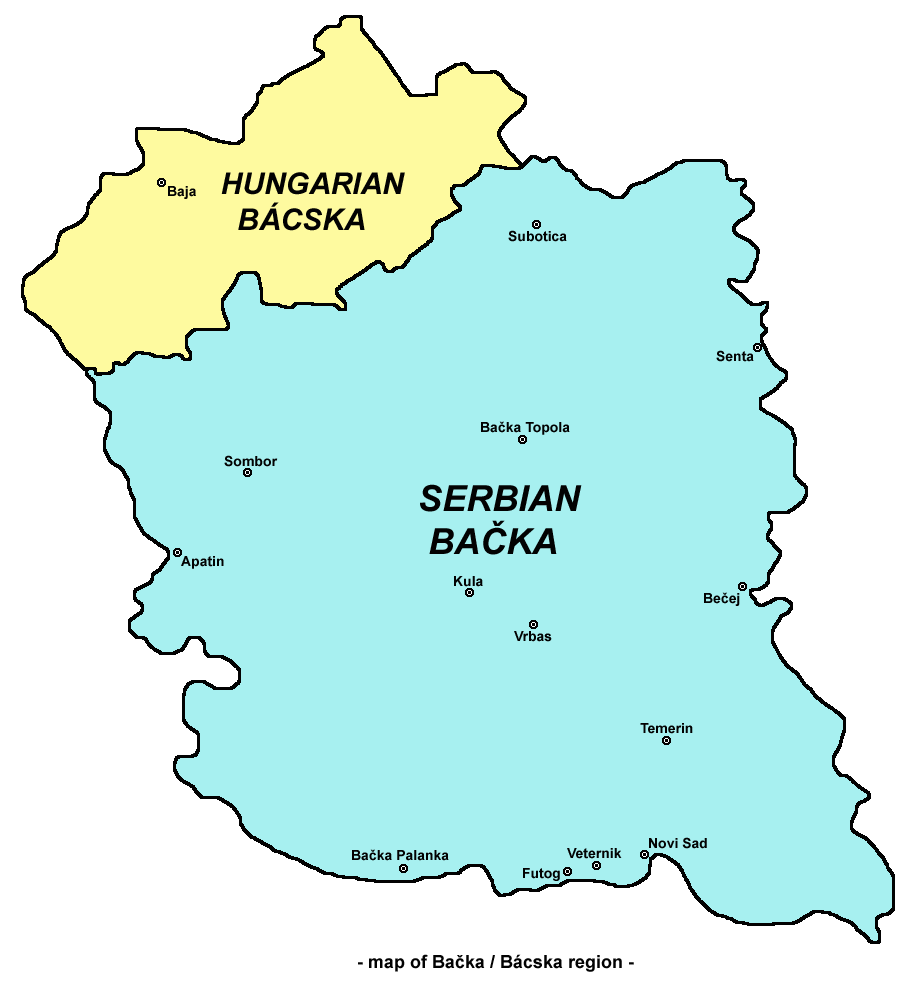
Carte de la région de la Bačka.

La Bačka (en serbe : Бачка ou Bačka, en hongrois : Bácska, en croate : Bačka, en slovaque : Báčka, en ruthène pannonien : Бачка, en allemand : Batschka, en bunjevac : Bačka, et en turc : Baçka) est une région historique située dans la plaine de Pannonie, entre le Danube et la Tisza. Elle s'étend principalement en Serbie et en Hongrie, avec quelques enclaves sur la rive gauche du Danube qui font partie de la Croatie mais qui, depuis 1991, se trouvent sous le contrôle de la Serbie.
La plus grande partie de la région se trouve aujourd'hui en Voïvodine, une province autonome au sein de la Serbie. Novi Sad, la capitale de la Voïvodine, se trouve à la frontière entre la Bačka et la Syrmie. La partie la plus septentrionale de la région est située dans le comitat de Bács-Kiskun, en Hongrie.

## Nom
Le terme de Bačka est d'origine slave. Dans les langages slaves, Bačka signifie « la terre qui appartient à la ville de Bač ». Les Hongrois ont également adopté ce terme pour désigner cette région.

## Histoire
Au cours de l'histoire, la Bačka a fait partie de la province romaine de Dacie ; elle a fait ensuite partie de l'Empire des Huns et du Khanat des Avars, du royaume des Gépides, du premier empire bulgare, du royaume de Hongrie (Vajdaság), de l'Empire ottoman, de la monarchie des Habsbourgs, de l'empire d'Autriche, de l'Autriche-Hongrie, du royaume des Serbes, Croates et Slovènes, du royaume de Yougoslavie, de la république fédérale socialiste de Yougoslavie, de la république fédérale de Yougoslavie, de la Serbie-Monténégro, et, depuis 2006, elle fait partie de la Serbie indépendante. La partie la plus septentrionale de la région appartient à la Hongrie indépendante depuis 1920.

### Des origines jusqu'au Moyen Âge
La région de la Bačka est habitée depuis plus de 4 000 ans, c'est-à-dire depuis la période du Néolithique. Les premiers habitants historiques de la région furent probablement des Illyriens.

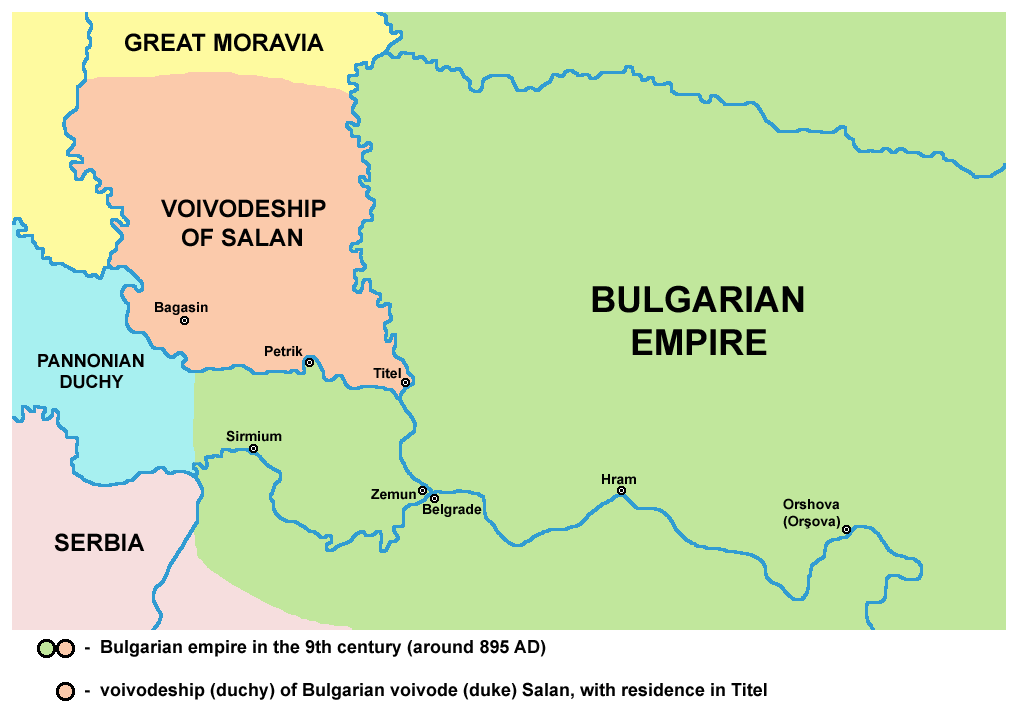
La voïvodine (duché) de Salan

Les Slaves, parmi lesquels se trouvent les Serbes, s'installèrent dans l'actuelle Bačka aux VIe et VIIe siècles. Au IXe siècle, le territoire de la Bačka fit partie de l'Empire bulgare. Salan, un voïvode bulgare exerça son pouvoir sur la région et fit de Titel sa capitale. Puis, au Xe siècle, les Hongrois battirent Salan et ses terres furent intégrées à la Hongrie.
Au XIe siècle fut formé le comté de Bacsensis, dont le centre administratif fut la ville de Bač. Le premier préfet de ce comté, appelé Vid, est mentionné en 1074 ; le nom de ce chef est d'origine slave. Sous le règne du roi Coloman de Hongrie (1095-1116), les chefs serbes de la région portaient les noms de Uroš, Vukan et Pavle. Un document daté de 1309 évoque les chrétiens orthodoxes « schimatiques » qui habitaient la Bačka.

### XVIeetXVIIesiècles
En 1526 et 1527, la Bačka se trouva au centre d'un éphémère État serbe indépendant qui s'étendait sur le territoire de l'actuelle Voïvodine. Son chef fut l'empereur Jovan Nenad qui prit comme capitale la ville de Subotica.
À l'époque de la présence ottomane (XVIe et XVIIe siècles), la Bačka fit partie du sandjak de Segedin (Szeged). La région était alors peuplée principalement de Serbes.

### La période autrichienne
En 1699, la Bačka entra dans les possessions des Habsbourgs. Un comté du nom de Bacsensis, fut établi dans les parties occidentales de la région, tandis que la partie orientale fut intégrée dans la section Tisa-Mureş de la Frontière militaire. Quand cette partie de la Frontière fut abolie, en 1751, la partie orientale de la Bačka fut intégrée au comté de Bacsensis ; en revanche, la petite sous-région de Šajkaška resta sous le régime administratif de la Frontière militaire jusqu'en 1873.
Selon le recensement autrichien de 1715, les Serbes, les Bunjevci et les Šokci formaient la plus grande part de la population. En revanche, au cours du XVIIIe siècle, les Habsbourgs menèrent dans la région une active politique d'immigration, destinée à pallier les pertes dues aux guerres contre les Ottomans. Les nouveaux arrivants furent d'abord des Serbes, des Magyars et des Allemands. En raison du grand nombre d'Allemands qui venaient de Souabe, ces derniers furent connus sous le nom de Donauschwaben, ou « Souabes du Danube ». Certaines populations germaniques vinrent également d'Autriche, d'autres de Bavière et d'Alsace. Des Slovaques luthériens, des Ruthènes pannoniens et d'autres encore peuplèrent la région dans une moindre mesure.

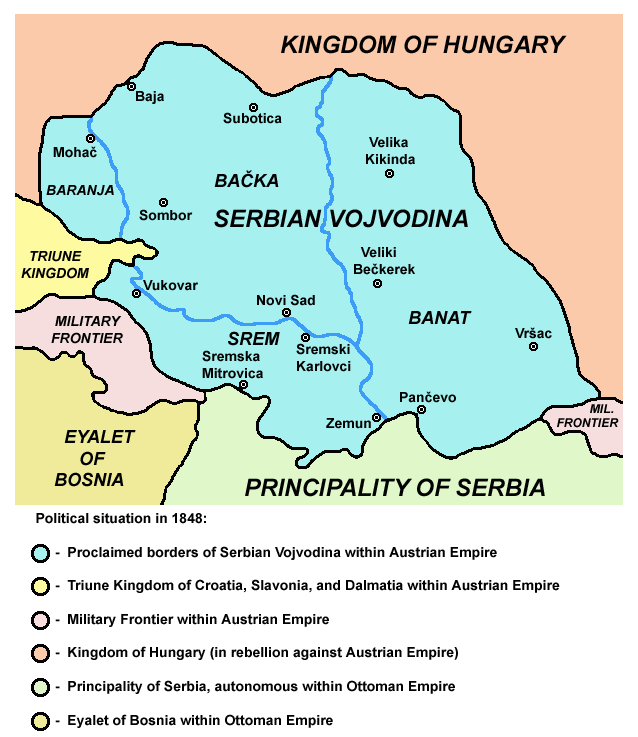
La Bačka à l'intérieur de la voïvodine de Serbie en 1848.

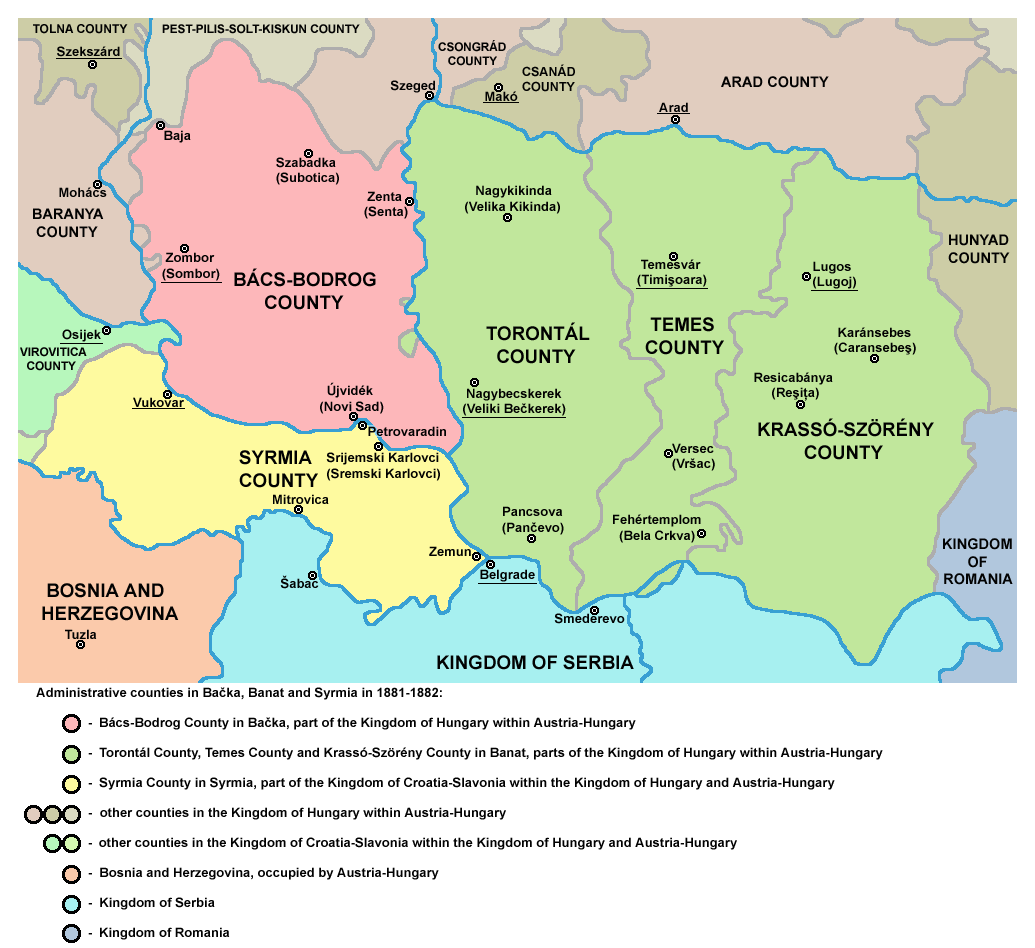
Le Banat, la Bačka et la Syrmie après 1881. Cette carte représente les cinq districts qui furent formés sur le territoire du voïvodat de Serbie et du banat de Tamiš.

La Bačka connut également une émigration serbe en provenance des parties orientales de la région, celles qui appartinrent à la Frontière militaire jusqu'en 1751. Après la suppression du secteur de Tisa-Mureş, de nombreux Serbes émigrèrent, quittant le nord-est de la Bačka. Ils partirent s'installer en Russie, notamment dans la province de Nouvelle Serbie et de Slavo-Serbie, ou bien encore dans le Banat, où l'administration de la Frontière militaire était encore maintenue.
En 1848 et 1849, la Bačka fit partie de la voïvodine de Serbie, une province autonome au sein de l'Empire d'Autriche. Puis, entre 1849 et 1860, elle fit partie du voïvodat de Serbie et du banat de Tamiš, une terre impériale à statut particulier. Après 1860, quand la province du voïvodat fut abolie, le comté de Bács-Bodrog fut créé, couvrant la région de la Bačka ; il fit partie du royaume de Hongrie, qui devint une des deux entités autonomes de l'Autriche-Hongrie en 1867.

### XXeetXXIesiècles
Le territoire de la Bačka, réuni au Banat et à la Baranja, fut intégrée au royaume de Serbie en 1918. Au traité de Trianon, signé le 4 juin 1920, la Bačka fut répartie entre la nouvelle Hongrie indépendante et le royaume des Serbes, Croates et Slovènes, lui aussi nouvellement créé et qui devint, en 1929, le royaume de Yougoslavie. La partie septentrionale de la région devint un comitat séparé appartenant à la Hongrie, le comitat de Bács-Bodrog, qui eut comme chef-lieu la ville de Baja ; ce comté fut ensuite intégré au comté de Bács-Kiskun. La partie méridionale, quant à elle, devint une subdivision du royaume des Serbes, Croates et Slovènes (1918-1929). En 1929, la région fut intégrée à la banovine du Danube, une province du royaume de Yougoslavie.
En 1941, la Bačka yougoslave fut occupée par les puissances de l'Axe et rattachée à la Hongrie de Miklós Horthy. Durant cette période, les troupes hongroises tuèrent dans la région 19 573 civils, pour la plupart Serbes, Juifs ou Roms ; de nombreux autres civils furent arrêtés, violés ou torturés. À la fin de la Seconde Guerre mondiale, la Bačka fit partie de la nouvelle république fédérale socialiste de Yougoslavie. Avec la défaite de l'Axe, de nombreuses populations d'origine germanique durent quitter la région dans les fourgons de l'armée nazie ; ceux qui restèrent, une minorité, furent emprisonnés dans des camps par les nouvelles autorités yougoslaves ; les Partisans de Tito tuèrent alors un certain nombre d'habitants d'origine hongroise ou allemande, en représailles pour les morts yougoslaves de la guerre.
Aujourd'hui, avec la Syrmie et le Banat, la Bačka, à l'intérieur de la province autonome de Voïvodine, fait partie de la république de Serbie.

## Géographie

### Bačka serbe

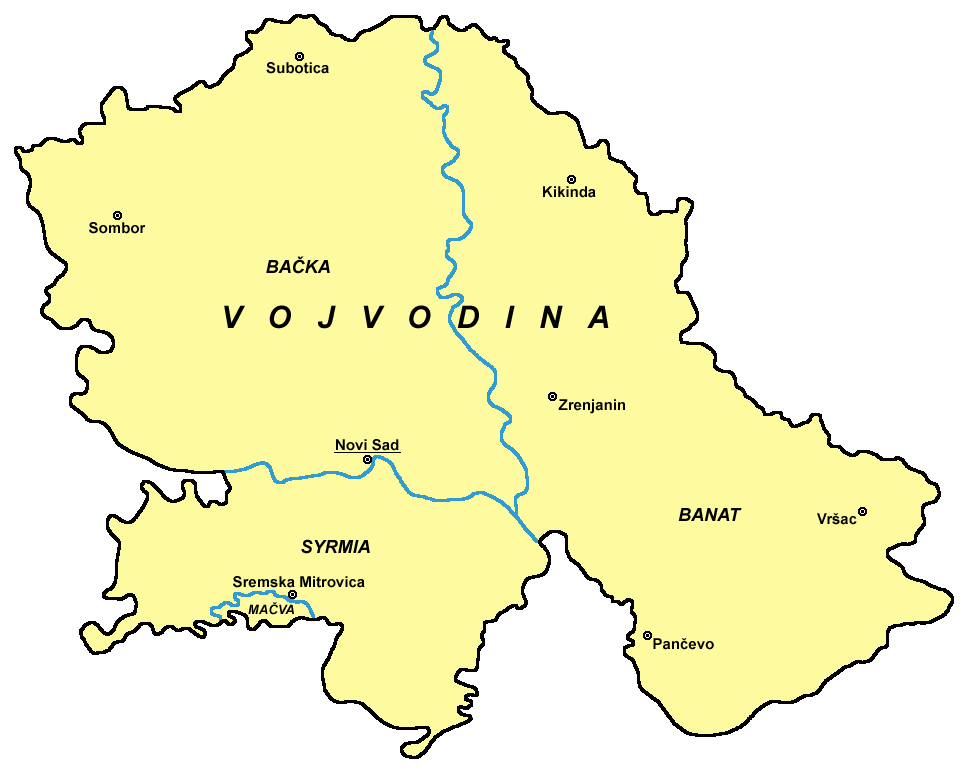
La région de la Bačka en Voïvodine.

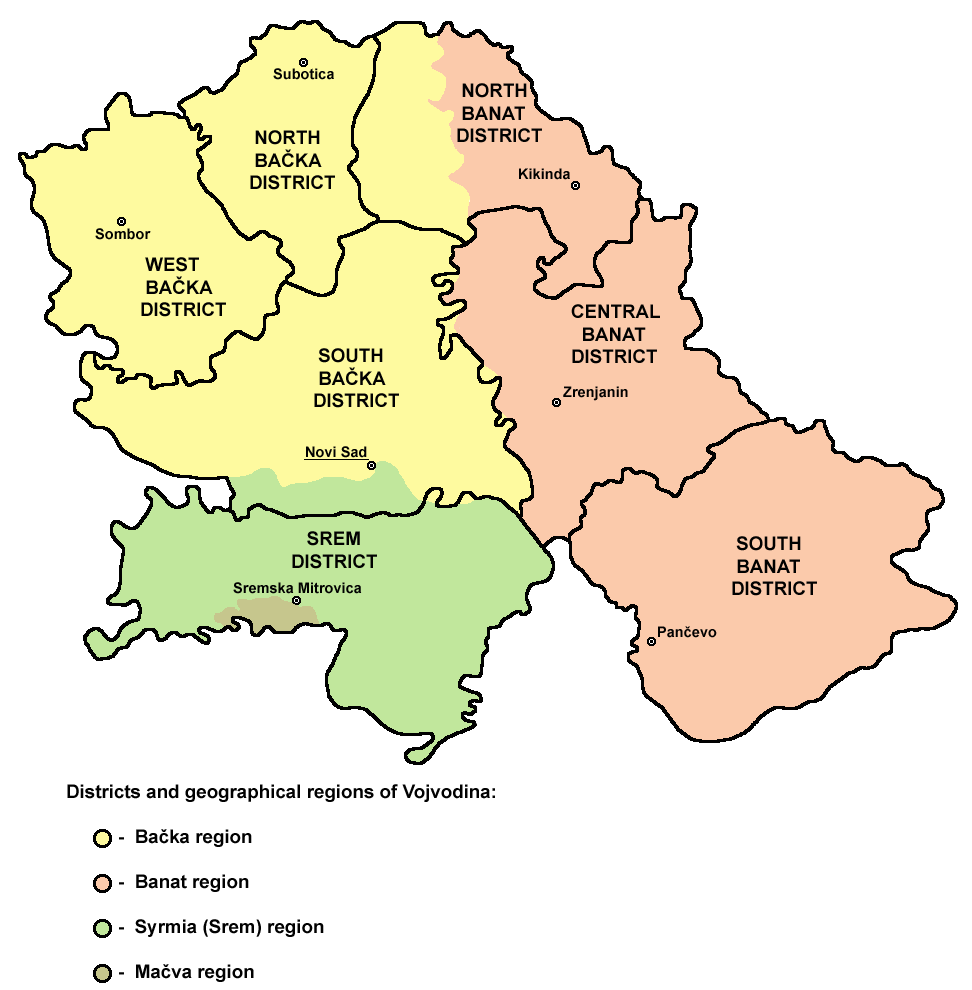
Les districts de Voïvodine.

#### Districts et municipalités
Les districts de Serbie dans la région de la Bačka sont les suivants :
- Bačka méridionale
- Bačka occidentale
- Bačka septentrionale

Les municipalités de Sremski Karlovci, Petrovaradin et Beočin, qui, administrativement, font partie du district de Bačka méridionale sont en fait situées dans la région géographique et historique de Syrmie. En revanche, les municipalités d'Ada, Senta et Kanjiža, géographiquement situées dans la région de la Bačka, sont intégrées dans le district du Banat septentrional.

#### Villes de la Bačka serbe (population 2002)
- Novi Sad : 190 602
- Subotica : 99 471
- Sombor : 50 950
- Bačka Palanka : 29 431
- Vrbas : 25 887
- Bečej : 25 703
- Senta : 20 363
- Kula : 19 293
- Apatin : 19 289
- Temerin : 19 143
- Futog : 18 492
- Bačka Topola : 16 154
- Srbobran : 13 049
- Ada : 10 546
- Kanjiža : 10 193
- Crvenka : 10 153
- Odžaci : 9 832
- Žabalj : 9 582
- Palić : 7 668
- Mol : 6 780
- Bački Petrovac : 6 731
- Bač : 6 046
- Bački Jarak : 6 042
- Titel : 5 831

Senta, Kanjiža, Ada et Mol sont géographiquement situées dans la région de la Bačka mais elles sont rattachées administrativement au district du Banat septentrional.

### Bácska hongroise

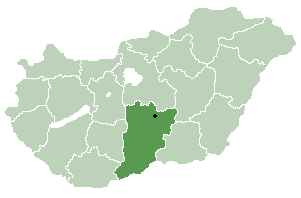
Le comitat de Bács-Kiskun en Hongrie.

La Bácska hongroise est, pour l'essentiel, située dans le comitat de Bács-Kiskun ; une petite partie de la région est intégrée au comitat de Baranya.
Parmi les sous-régions de la Bácska en Hongrie, on peut citer :
- Bajai : 76 906
- Bácsalmási : 18 578
- Jánoshalmai : 17 885

Il est à signaler que les parties hongroises de la Bácska appartiennent aussi aux sous-régions de Kiskunhalasi et Mohácsi, même si l'essentiel de ces sous-régions ne fait pas partie de la Bácska.
Villes principales de la Bácska hongroise :
- Baja : 38 143
- Jánoshalma : 9 866
- Bácsalmás : 7 694

## Demographie

### Serbie
Selon le recensement serbe de 2002, la population de la partie serbe de la Bačka, dans ses limites géographiques, comptait 1 022 524, dont :
- Serbes : 559 700 (54,74 %)
- Hongrois : 221 882 (21,70 %)
- Autres (incluant des Slovaques, Croates, Bunjevci, Šokci, Ruthènes, Monténégrins, Yougoslaves, Roms, Allemands etc.).

### Hongrie
Selon le recensement de 2001 en Hongrie, la population de la Bácska hongroise (incluant les districts de Bajai, Bácsalmási, et Jánoshalmai), comptait 113 432 habitants. Les frontières administratives des différents districts ne correspondent pas exactement aux frontières géographiques de la Bácska hongroise. La plupart des habitants de la Bácska hongroise sont des Hongrois.

## Galerie

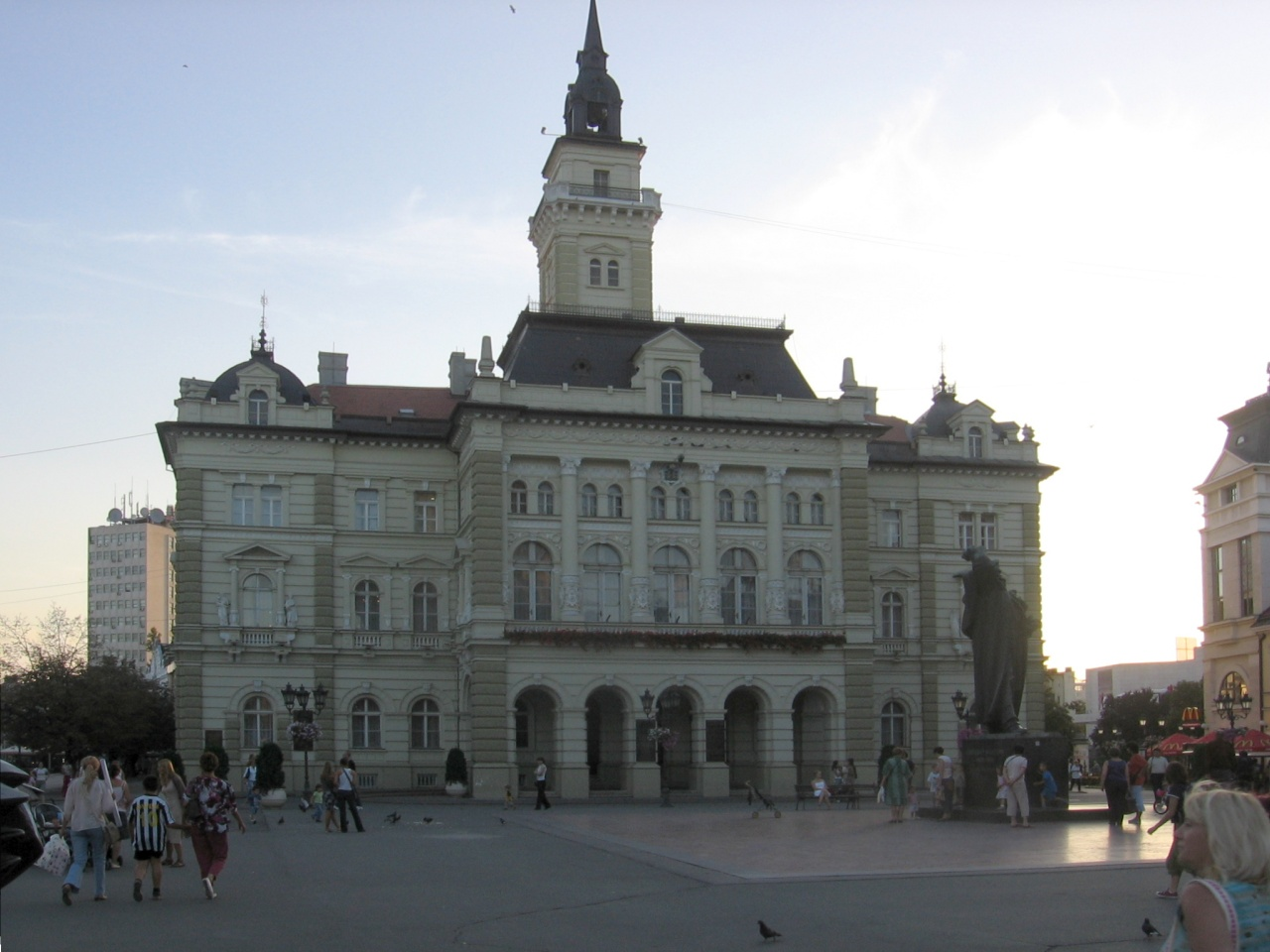
L'hôtel de ville de Novi Sad
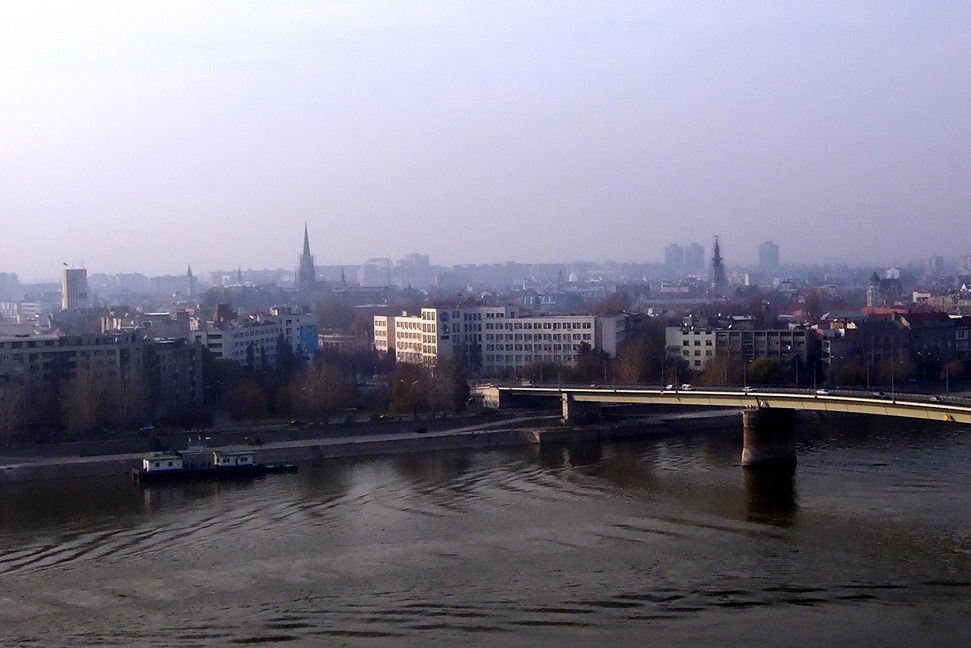
Novi Sad, vu depuis la citadelle de Petrovaradin
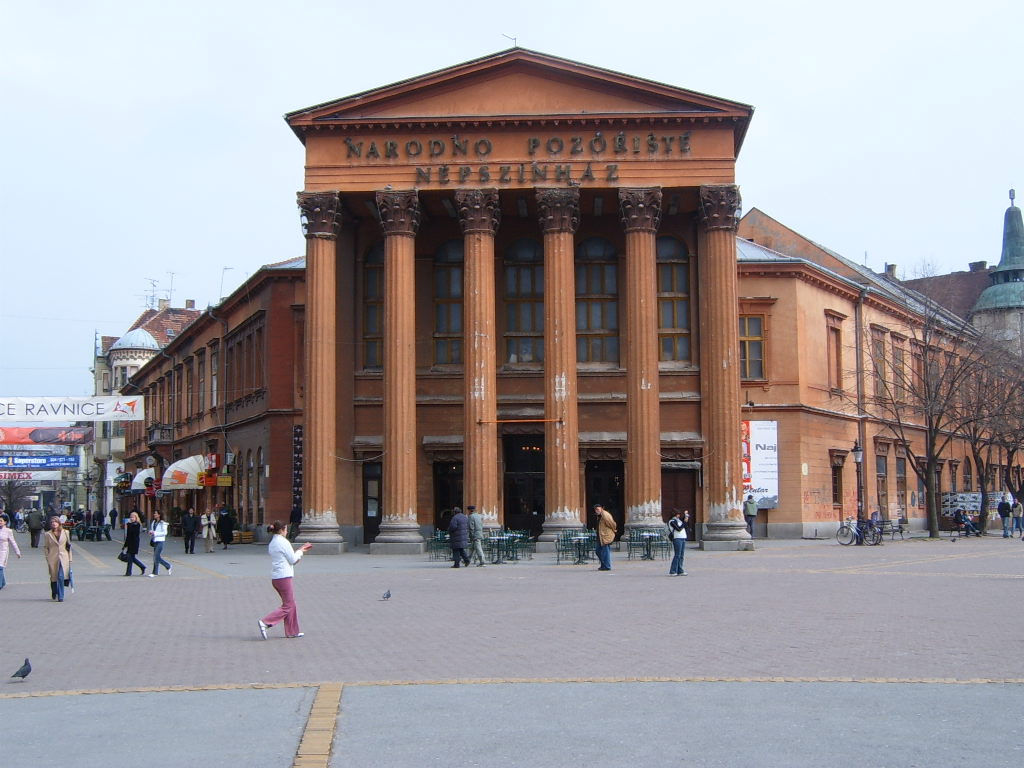
Le théâtre de Subotica
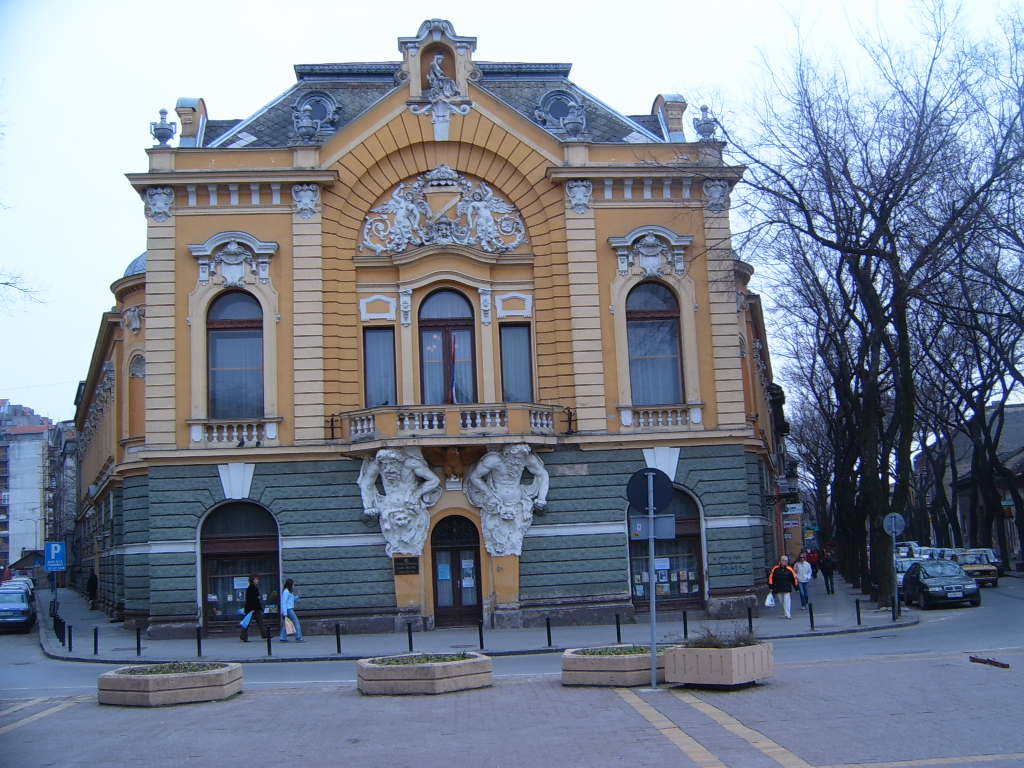
La bibliothèque de Subotica
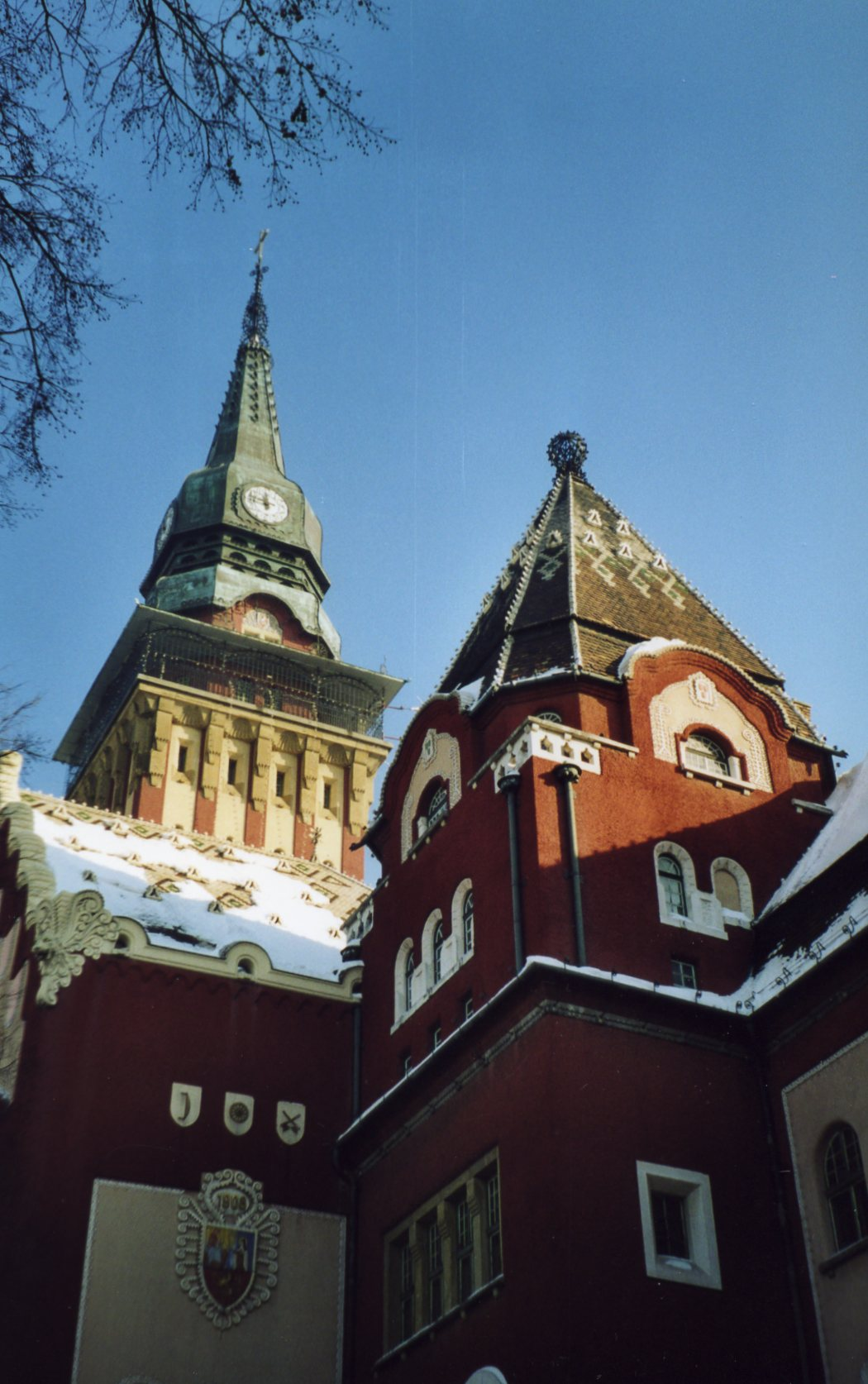
L'hôtel de ville de Subotica
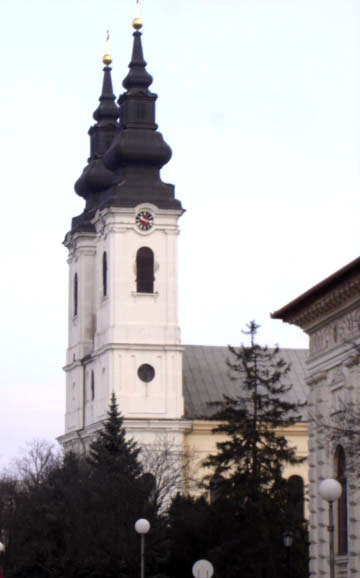
L'église orthodoxe de Srbobran
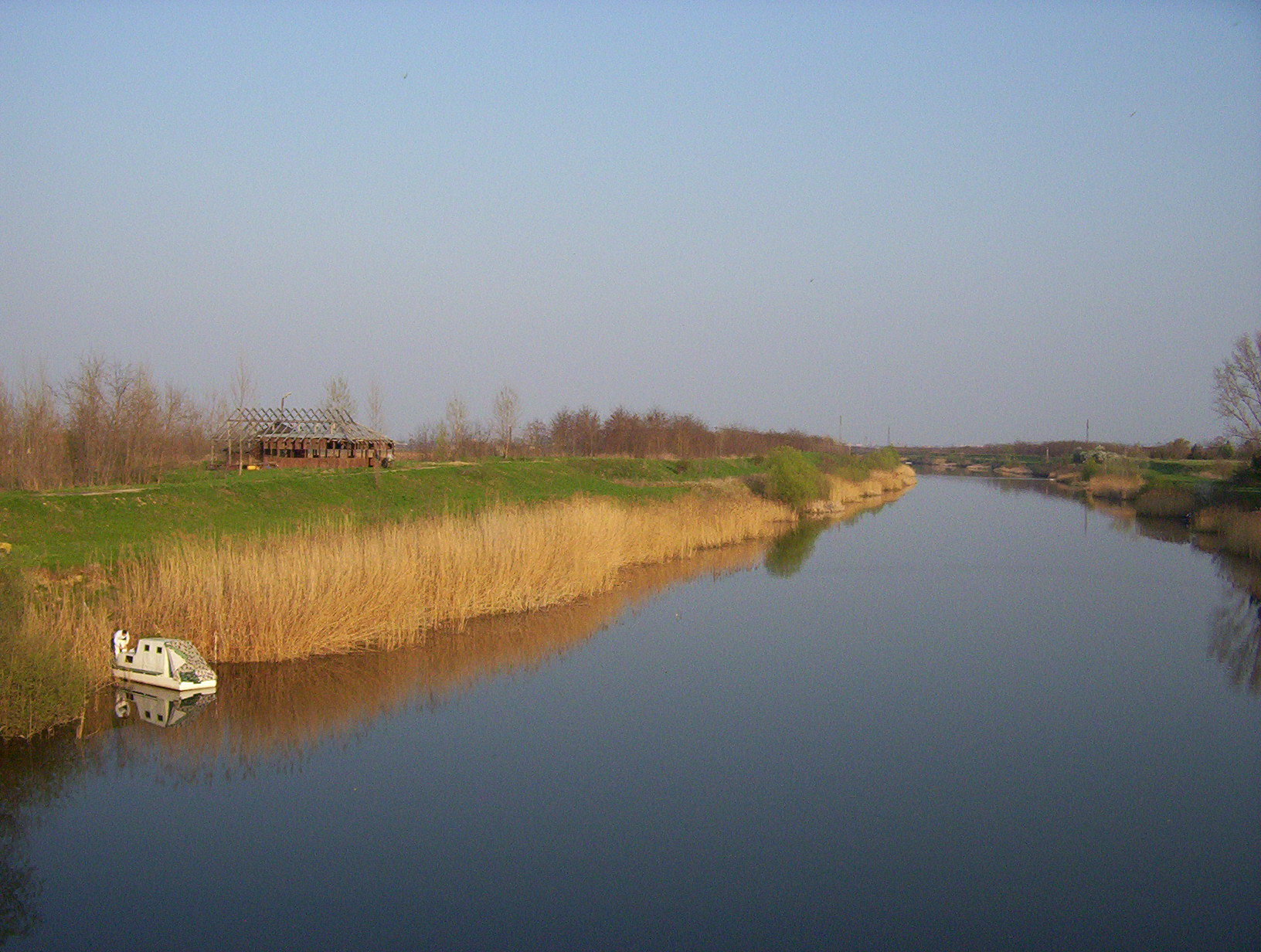
Le canal Danube-Tisa-Danube près du village de Rumenka, près de Novi Sad
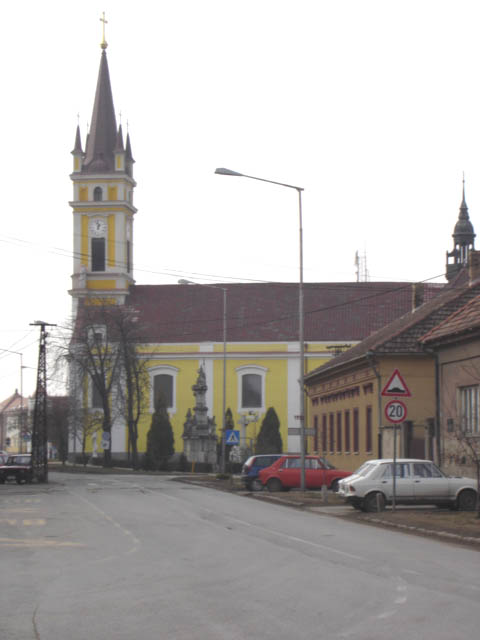
La rue principale de Kanjiža et l'église catholique